# Metepec (Hidalgo)
Metepec è un comune del Messico, situato nello stato di Hidalgo.

## Toponimo
Il nome Metepec deriva dal náhuatl metl ("maguey") e tepetl ("collina") traducibile come "le colline del maguey".